# Tomislav Smoljanović
Tomislav Smoljanović (* 15. Juli 1977 in Split) ist ein ehemaliger kroatischer Ruderer, der 2000 Olympiadritter im Achter war.

## Sportliche Karriere
Der 1,90 m große Tomislav Smoljanović gewann 1995 die Silbermedaille im Zweier mit Steuermann bei den Junioren-Weltmeisterschaften. Zwei Jahre später trat er bei den Weltmeisterschaften 1997 in der gleichen Bootsklasse an und belegte den zehnten Platz. 1999 siegte er beim Weltcup in Wien im Vierer mit Steuermann, bei den Weltmeisterschaften 1999 erreichte Smoljanović mit dem kroatischen Achter den neunten Platz. 
In der Saison 2000 gewann der kroatische Achter die erste Weltcup-Regatta. Bei den Olympischen Spielen in Sydney siegten die Briten vor den Australiern, die Kroaten mit Igor Francetić, Tihomir Franković, Tomislav Smoljanović, Nikša Skelin, Siniša Skelin, Krešimir Čuljak, Igor Boraska, Branimir Vujević und Steuermann Silvijo Petriško erhielten die Bronzemedaille. Im Jahr darauf gewann der auf zwei Positionen umbesetzte kroatische Achter mit Oliver Martinov, Damir Vučičić, Tomislav Smoljanović, Nikša Skelin, Siniša Skelin, Krešimir Čuljak, Igor Boraska, Branimir Vujević und Silvijo Petriško bei den Weltmeisterschaften in Luzern die Silbermedaille hinter den Rumänen. 2002 siegte bei den Weltmeisterschaften der kanadische Achter vor den Deutschen und den US-Ruderern, der kroatische Achter belegte den vierten Platz, wobei Smoljanović im Finale ersetzt werden musste. Bei den Weltmeisterschaften 2003 belegte er mit dem Achter den neunten Platz.